# Rien ne s'oppose à la nuit
Rien ne s'oppose à la nuit est un roman de Delphine de Vigan paru le 17 août 2011 aux éditions Jean-Claude Lattès. 

## Résumé
Delphine de Vigan, à la suite du suicide de sa mère, écrit sur celle-ci dans un roman en plusieurs parties : tout d'abord, l'enfance de Lucile (le nom de sa mère) ; ensuite, sa vie d'adulte (qui débute réellement à la naissance de Delphine). Elle alterne le récit par des chapitres où elle conte la vie de Lucile et d'autres où elle décrit ses propres recherches et son désarroi pour tenter d'achever ce projet qui l'obsède. L'autrice nous fait découvrir la bipolarité de sa mère, ainsi que les bouleversants drames familiaux qu'a vécus celle-ci.

## Accueil critique
Le titre du livre reprend des paroles de la chanson Osez Joséphine (1991) d'Alain Bashung, écrite avec Jean Fauque.
Dans la préface de son ouvrage Vivre avec un maniaco-depressif (2016), Christian Gay en conseille la lecture comme un regard différent des récits centrés sur la maladie. 

## Récompenses
L'ouvrage a été récompensé par le prix du roman Fnac, le prix Renaudot des lycéens et le prix France Télévisions (2011), ainsi que le grand prix « roman » des lectrices de Elle (2012).

## Éditions
- Éditions Jean-Claude Lattès, 2011  (ISBN 2-7096-3579-8)
- Librairie générale française, « Le Livre de poche », 2012  (ISBN 978-2-253-16426-5)